# Trzeń ciemny
Trzeń ciemny (Cossonus cylindricus) – gatunek chrząszcza z rodziny ryjkowcowatych i podrodziny trzeni. Zamieszkuje palearktyczną Eurazję od Półwyspu Iberyjskiego po Daleki Wschód.

## Taksonomia
Gatunek ten opisany został po raz pierwszy w 1792 roku przez Gustafa von Paykulla pod nazwą Curculio linearis, jednak nazwa ta została wykorzystana wcześniej, w 1775 roku przez Johana Christiana Fabriciusa. W związku z tym za ważny uznaje się epitet gatunkowy wprowadzony w 1835 roku przez Carla Reinholda Sahlberga, już w obecnej kombinacji.

## Morfologia
Chrząszcz o wydłużonym i obłym lub bardzo słabo spłaszczonym ciele długości od 4,5 do 6 mm. Ubarwienie ma ciemnobrunatne do czarnego z pokrywami niewiele jaśniejszymi niż przedplecze. Odnóża mają ciemnobrązowe do czarnych uda i golenie oraz brunatne stopy.
Ryjek jest słabo zakrzywiony, walcowaty w części nasadowej, a za podstawami czułków silnie rozszerzony i spłaszczony. Spłaszczona część wierzchołkowa ryjka jest półtorakrotnie szersza i co najwyżej nieco dłuższa od części nasadowej. Czoło ma dość duży dołek pośrodku. Przedplecze jest mniej więcej tak długie jak szerokie, kwadratowawe w obrysie. Jego środkiem biegnie gładka linia przechodząca we wgłębieniu przypodstawowym w krótkie żeberko. Punktowanie przedplecza jest dość równomierne jak na przedstawiciela rodzaju; największe punkty położone we wgłębieniu u jego podstawy są dwukrotnie większe od małych punktów przy brzegach bocznych. Tarczka ma stosunkowo duże rozmiary. Pokrywy są wydłużone, równoległoboczne, niewiele szersze od przedplecza i mają żebrowato uwypuklone międzyrzędy nie przekraczające szerokością rzędów. Odnóża samicy mają kąt wewnętrzno-wierzchołkowy goleni z drobnymi kolcami, podczas gdy u samca kolców tych brak. Odwłok samca ma u nasady duże, płytkie i łyse wgłębienie.

## Ekologia i występowanie
Owad ten zamieszkuje lasy, sady, parki, ogrody i nasadzenia przydrożne. Jest saproksylofagiczny. Zarówno larwy, jak i postacie dorosłe zasiedlają obumierające i martwe, zawilgocone i drewno drzew liściastych. Preferują wierzby i topole, rzadziej wybierają jabłonie, kasztanowce, olchy i wiązy. Osobniki dorosłe spotyka się w ciągu całego roku. W sierpniu odnotowano stadium poczwarki.
Gatunek zachodniopalearktyczny, w Europie znany z Francji, Belgii, Holandii, Niemiec, Szwajcarii, Austrii, Włoch, Danii, południowej Szwecji, południowej Finlandii, Łotwy, Polski, Czech, Słowacji, Węgier, Ukrainy, Słowenii, Chorwacji i Rosji. Dalej na wschód sięga przez Turcję, Zakaukazie i Syberię po północne Chiny i Rosyjski Daleki Wschód. W Polsce jest owadem nierzadkim. Na „Czerwonej liście chrząszczy województwa śląskiego” umieszczony jest jako gatunek zagrożony najmniejszej troski (LC).